# Sylvie Tellier
Pour les articles homonymes, voir Tellier.
Sylvie Tellier, née le 28 mai 1978 à Nantes (Loire-Atlantique), est une personnalité médiatique et reine de beauté française qui a été élue Miss Lyon 2001 et Miss France 2002. Elle est ponctuellement animatrice et chroniqueuse à la télévision. 
Après avoir obtenu le titre de Miss Lyon en mai 2001, elle est élue, en décembre de la même année, Miss France 2002, devenant ainsi la 72e Miss France.
Sylvie Tellier est ensuite durant un temps chroniqueuse à la télévision, avant d'intégrer la société Miss France puis d'en prendre la tête. Elle est directrice générale de la société Miss France et de Miss Europe Organisation de 2007 jusqu’à la fin de l’année 2022. Cindy Fabre, Miss Normandie 2004 et Miss France 2005, lui succède à  la direction de Miss France Organisation.

## Biographie

### Famille et enfance

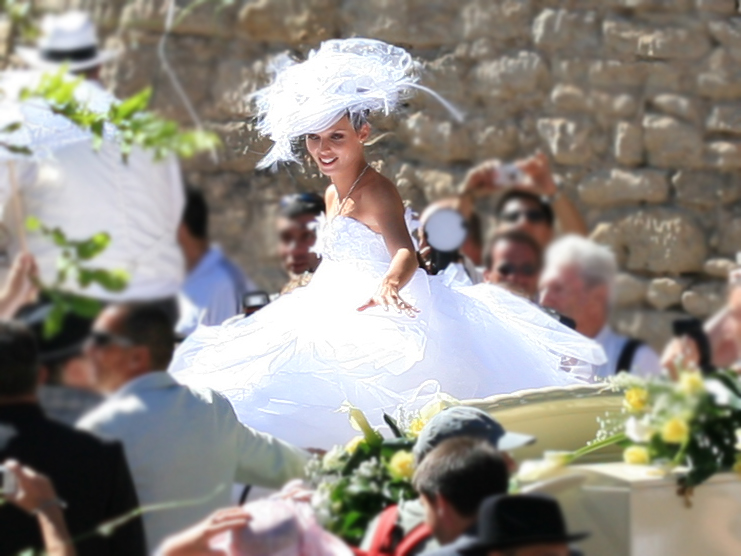
Sylvie Tellier, en 2007, lors de son mariage.

Les parents de Sylvie Tellier sont originaires de l'Eure.
Sylvie Tellier naît à Nantes (Loire-Atlantique) et grandit aux Sables-d'Olonne (Vendée) dans un milieu modeste.

### Premiers concours de beauté
En 1997, la mère du petit ami de Sylvie, qui assiste tous les ans à l'élection départementale de Miss Vendée, incite la jeune femme à se présenter au concours. Sylvie Tellier est élue Miss Vendée à 19 ans. Ce titre la qualifie pour l'élection de Miss Pays de la Loire 1997 où elle devient la première dauphine de Caroll Parfait, gagnante du titre.

### Parcours universitaire
Après avoir obtenu un DEUG de droit à la Faculté de droit du Petit Port à Nantes, Sylvie Tellier part à Lyon et continue ses études à l'université Jean Moulin Lyon 3. Elle obtient une maîtrise de droit privé, mention droit des affaires et fiscalité.

### Élection de Miss Lyon 2001
Après avoir obtenu sa maîtrise de droit des affaires, elle se présente à l'élection de Miss Lyon le 12 mai 2001 à la salle de la Ficelle, dans le 4e arrondissement de Lyon, et remporte le titre qui lui permet d'accéder à la finale de l'élection Miss France le 8 décembre 2001 à Mulhouse.

### Année de Miss France

#### Élection de Miss France 2002
Le 8 décembre 2001, Sylvie Tellier participe à l'élection de Miss France 2002 se déroulant à la salle de la Filature à Mulhouse. Quarante-six miss régionales sont candidates au titre de Miss France. Sylvie Tellier, Miss Lyon, est élue Miss France 2002, grâce aux votes des téléspectateurs et au choix du jury présidé par Yves Coppens. Elle est la 72e Miss France et la troisième Miss Lyon élue Miss France. Elle succède à Élodie Gossuin, Miss France 2001. Élue à 23 ans, 6 mois et 10 jours, elle est l'une des Miss France les plus âgées lors de son sacre.

#### Concours internationaux
Le 29 mai 2002, Sylvie Tellier représente la France au concours Miss Univers se déroulant au Roberto Clemente Coliseum de San Juan, à Porto Rico. Elle s'est classée 42e sur 75 participantes.
Elle ne participe pas au concours Miss International qui a lieu le 30 septembre 2002 à Tokyo (Japon). Sa troisième dauphine Emmanuelle Jagodsinski y représente la France et devient la Première dauphine de Miss International, la Libanaise Christina Sawaya.
Sylvie Tellier devait représenter la France au concours Miss Monde prévu le 30 novembre 2002 à Abuja au Nigeria. En septembre 2002, elle annonce qu'elle boycotte l'élection pour protester contre la condamnation à mort par lapidation d'Amina Lawal, une Nigériane de 29 ans, reconnue coupable d'adultère. L'élection au Nigéria est annulée en raison des émeutes qui secouent la ville voisine Kaduna et a finalement lieu le Modèle:Date7 décembre 2002 à l'Alexandra Palace de Londres (Royaume-Uni). Sylvie Tellier n'y participant pas, la France est représentée par Caroline Chamorand, d'un comité de Miss concurrent. Celle-ci ne sera pas classée au terme du concours. Miss Belgique, Miss Danemark et Miss Norvège boycotteront également l'élection et sont remplacées par leurs dauphines.
Son règne de Miss France s'arrête le 14 décembre 2002, lorsqu'elle passe la couronne à Corinne Coman, Miss Guadeloupe élue Miss France 2003. Sylvie Tellier ne participe pas au Concours Miss Europe 2002 à Beyrouth au Liban le 28 décembre. Cependant, sa deuxième dauphine, Louise Prieto représente la France et se classe dans le Top 10 de l'élection.

### Parcours professionnel

#### Journalisme et représentation
En décembre 2002, après une année aux côtés de Geneviève de Fontenay, Sylvie Tellier intègre l’équipe de l’émission J’y étais, sur Match TV, présentée par Frédéric Lopez. Elle y occupe le rôle de chroniqueuse de décembre 2002 à juin 2004.
En 2003, elle anime une chronique au sein de la rédaction de Radio Espace à Lyon.
Le 4 décembre 2004, elle est membre du jury de l'élection de Miss France 2005, présidé par Francis Huster.
Le 27 août 2024, elle devient sociétaire de l'émission Les Grosses Têtes animée par Laurent Ruquier.

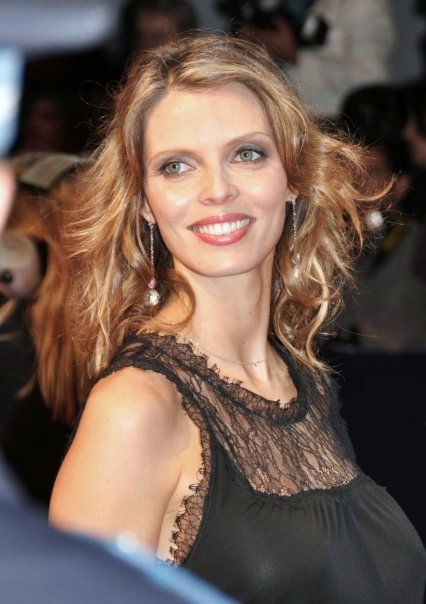
Sylvie Tellier en 2009.

#### Salariée puis directrice générale de la Société Miss France

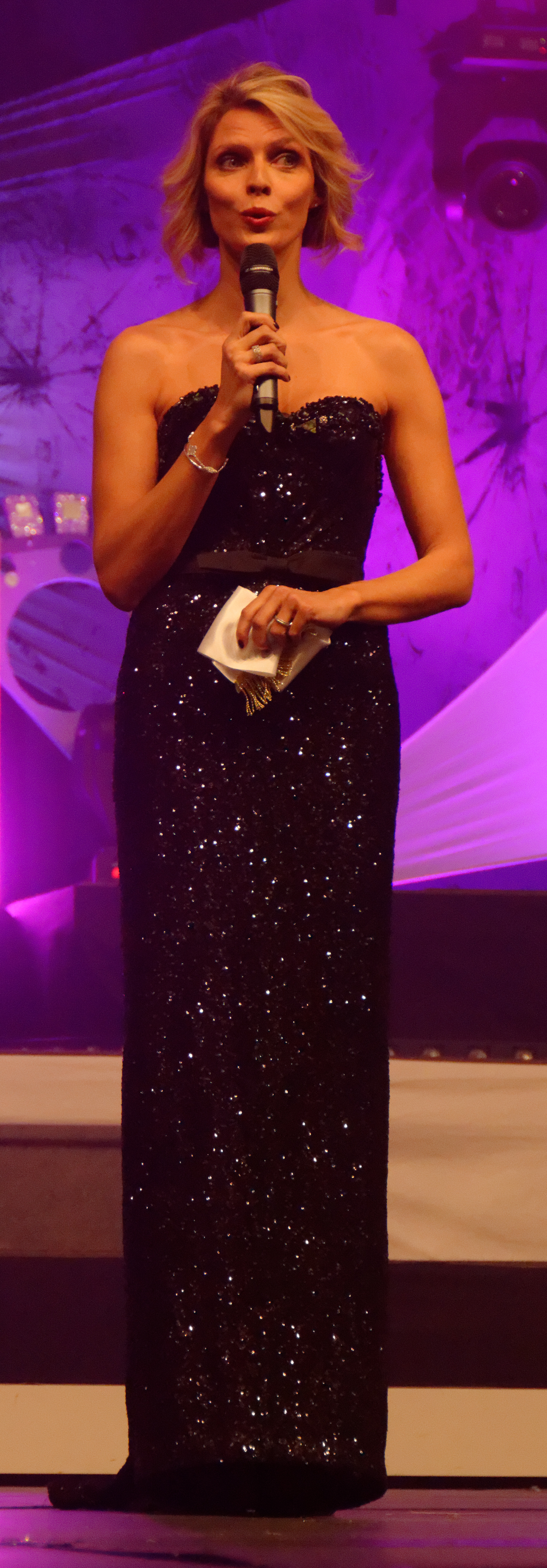
Sylvie Tellier, lors de l'élection de Miss Franche-Comté 2015.

En avril 2005, Sylvie Tellier intègre la Société Miss France aux côtés de Xavier Couture, président de la Société Miss France. Elle y occupe le poste de responsable des relations extérieures, puis succède à Geneviève de Fontenay.
Elle publie un livre d'entretiens intitulé Sans compromis : Conversations avec Sylvie Tellier, Miss France 2002 écrit par Geneviève de Fontenay.
À la suite de la réorganisation d'Endemol, Sylvie Tellier est nommée directrice générale de la Société Miss France et Miss Europe Organisation en janvier 2007 par Virginie Calmels, directrice-générale d'Endemol.
En mars 2010, elle rejoint Paris lorsque Geneviève de Fontenay annonce son départ précipité de la Société Miss France à la suite de la participation d'une ancienne miss régionale, Kelly Bochenko, Miss Paris 2009 destituée, dans l'émission de téléréalité La Ferme célébrités 3 sur TF1.
Le 13 novembre 2013, Sylvie Tellier et Geneviève de Fontenay, présidente d'honneur du comité Miss Excellence France (créé par cette dernière en 2010 et présidé par Christiane Lillio), signent un « accord de réconciliation » qui décrète, notamment, la cessation des procédures engagées contre chaque comité, le bon déroulement des deux concours, les dates (élection de Miss France en décembre et élection de Miss Prestige National en janvier) et l'éloignement géographique des deux élections.
Le 30 août 2022, elle quitte ses fonctions de directrice générale de Miss France, après dix-sept ans passés au sein du comité. Sylvie Tellier explique en décembre 2022 au Parisien les raisons de ce départ : elle n'était « pas d'accord sur le changement de règles » qui permet désormais aux mères de famille et aux femmes tatouées de participer au concours. Elle est remplacée par Miss France 2005, Cindy Fabre. Il est annoncé pendant l'élection de Miss France 2023, que le titre honorifique de Présidente d'honneur lui est attribué.

## Vie privée
Sylvie Tellier se marie le 23 juin 2007 à Gordes dans le Luberon avec Camille Le Maux, informaticien.
Le 17 janvier 2010 à San José, aux États-Unis, où son mari effectue une mission professionnelle, elle donne naissance à son premier enfant, un garçon prénommé Oscar.
Le 17 janvier 2012, elle collabore au projet de son mari qui ouvre son restaurant nommé Le Cri du radis, situé dans le 17e arrondissement de Paris.
Après cinq ans de mariage et dix ans de vie en couple, elle demande le divorce, qui est prononcé en 2012.
De nouveau en couple, elle accouche le 24 mars 2014 d'une fille prénommée Margaux. Le 14 juillet 2017, elle se marie avec son compagnon Laurent Schenten. Plusieurs Miss France étaient présentes pour l'occasion : Camille Cerf, Iris Mittenaere, Marine Lorphelin, Rachel Legrain-Trapani, Alexandra Rosenfeld, Chloé Mortaud.
Le 14 juillet 2018, elle donne naissance à son troisième enfant, un garçon prénommé Roméo.
Elle a trois sœurs, deux établies en Suisse, Stéphanie, apicultrice à Satigny, près de Genève, Anne-Sophie, commerciale à Genève et Delphine (demi-sœur) qui habite à Saint Jean de Luz, fille du père de Sylvie et de sa femme actuelle.

## Émissions de télévision
- 2002-2004 : J'y étais sur Match TV : chroniqueuse
- 2004 : Élection de Miss France 2005 sur TF1 : jurée
- 2003, 2008, 2012, 2015, 2017, 2019-2021, 2023, 2024 : Fort Boyard sur France 2 : participante
- 2006-2013 : Miss Monde sur Paris Première : commentatrice
- 2008-2022 : Élection de Miss France sur TF1 : co-présentatrice avec Jean-Pierre Foucault
- 2009-2024 : Élection de Miss Univers sur Paris Première : commentatrice
- 2010 : On n'demande qu'à en rire (saison 1) sur France 2 : jurée
- 2015 : À prendre ou à laisser, spécial Miss France sur D8
- 2016 : Saison 7 de Danse avec les stars sur TF1 : candidate
- 2017 : Tout le monde a son mot à dire sur France 2 : participante
- 2018 : Strike sur C8
- 2018-2020  : Le Grand Concours des animateurs sur TF1 : candidate
- 2020 : Boyard Land sur France 2 : participante
- 2021 : Les Reines du shopping (spéciale Célébrités) sur M6 : candidate
- 2022 : Mask Singer (saison 3) sur TF1 : candidate sous le costume du caméléon
- 2023 : Élection de Miss France 2024 sur TF1 : présidente du jury
- 2024 : Saison 7 du Meilleur Pâtissier, spécial célébrités sur Gulli
- 2024 : Les Traîtres - saison 3 sur M6 : candidate
- 2024-2025 : Le Grand Concours sur TF1 : candidate
- 2025 : 100% logique sur France 2 : candidate
- 2025 : Miss Tahiti 2025 sur Polynésie La Première : présentatrice

## Filmographie
- 2014 : Nos chers voisins (série télévisée) - prime time Un Noël presque parfait : Nadège, une amie de Karine Becker
- 2020 : Miss, film de Ruben Alves : la présentatrice de Miss France

## Décorations
- Chevalier de l'ordre national du Mérite, par décret du 2 juin 2023, distinction remise par Marlène Schiappa[15],[16].

## Publications
- 2005 : Sans compromis : Conversations avec Sylvie Tellier, Miss France 2002 de Geneviève de Fontenay (avec Sylvie Tellier), Éditions Michel Lafon
- 2016 : Les Voyages d'Oscar et Margaux, de Sylvie Tellier, Éditions Calligram
- 2020 : Miss France, 1920-2020, de Sylvie Tellier, Éditions Hors Collection
- 2024 : Couronne et préjugés, de Sylvie Tellier, Éditions Fayard